# Let Somebody Go
"Let Somebody Go" é uma canção da banda britânica de rock alternativo Coldplay e da cantora norte-americana Selena Gomez. Foi lançada em 15 de outubro de 2021, pelas gravadoras Parlophone e Atlantic Records como parte do nono álbum de estúdio do grupo, Music of the Spheres (2021). A faixa foi produzida por Max Martin, Oscar Holter, Rik Simpson, Daniel Green e Bill Rahko. Foi lançada como o terceiro single do álbum nas rádios adult contemporary dos Estados Unidos em 14 de fevereiro de 2022. Um videoclipe, dirigido por Dave Meyers, foi lançado em 7 de fevereiro de 2022.

## Escrita e produção
O diretor criativo Phil Harvey afirmou que tanto ele quanto o vocalista Chris Martin são fãs de Selena Gomez, comentando que ela possui um tom "único, evocativo e misterioso". Ele inicialmente tentou persuadir a banda a incluir a faixa em seu oitavo álbum, Everyday Life (2019). Enquanto isso, Martin comentou que "ela é um anjo" e sua voz está no que ele "chamaria de 'a maleta de Rihanna', que são vozes nas quais são presentes para a humanidade".
Eles terminaram a faixa juntos em abril de 2021. Martin creditou sua filha, Apple, na escrita, dizendo que ela "me deu esse acorde incrível que eu nunca pensei. Então ela está lá".

## Videoclipe
Um lyric video com temática espacial e letras manuscritas animadas foi lançado em 15 de outubro de 2021. O vídeo foi dirigido por Pilar Zeta e Victor Scorrano e retrata Calypso, um dos corpos celestes do fictício sistema solar The Spheres. Um videoclipe dirigido por Dave Meyers foi anunciado em 3 de fevereiro de 2022 e lançado em 7 de fevereiro.

## Performances ao vivo
"Let Somebody Go" foi tocada ao vivo pela primeira vez no episódio de 18 de outubro de 2021 do programa The Late Late Show with James Corden por Coldplay e Selena Gomez. Em 2 de fevereiro de 2022, Chris Martin apresentou uma versão solo da canção no The Ellen DeGeneres Show.

## Recepção da crítica
"Let Somebody Go" foi considerada pela maioria dos críticos como uma das faixas destaques de Music of the Spheres. Jon Dolan, da Rolling Stone, chamou-a de um "estudo de foco suave na solenidade pós-separação, no qual possui mais calor e graça do que os namorados da maioria dos artistas". A canção também foi nomeada uma das melhores do ano pelo Aftonbladet, e Cosmopolitan, que considerou a colaboração como "inesperadamente incrível".

## Histórico de lançamento
| Região         | Data                    | Formato                    | Gravadora  | Ref.   |
| -------------- | ----------------------- | -------------------------- | ---------- | ------ |
| Várias         | 15 de outubro de 2021   | Download digital streaming | Parlophone | [ 13 ] |
| Estados Unidos | 14 de fevereiro de 2022 | Rádios adult contemporary  | Atlantic   | [ 14 ] |